# Swell
Pour les articles homonymes, voir Swell (homonymie).
Swell est un groupe de rock indépendant américain, originaire de San Francisco, en Californie. Il est formé en 1989 par le guitariste David Freel et le batteur Sean Kirkpatrick, auxquels se joint par la suite le bassiste Monte Vallier. Le groupe se caractérise par sa volonté de produire lui-même sa musique, ce qui en fait un pionnier du mouvement Lo-Fi, il a ainsi développé un style original fondé sur le contraste entre l'énergie des guitares électriques et une guitare acoustique plus douce, le parlé-chanté de David Freel et des sons d'ambiance qui créent une atmosphère se rapprochant du psychédélisme.

## Biographie
En 1989, le batteur Sean Kirkpatrick passe une annonce dans le magasin Rough Trade de San Francisco afin de former un groupe alliant « la beauté de Cocteau Twins et la rudesse de Killing Joke ». Il est contacté par Tim Adams, un bassiste jouant avec David Freel, tous trois forment brièvement un groupe appelé 95 pounds of affection. David Freel ayant reçu un chèque de 1 000 dollars à la suite de la mort de son grand-père, il a fait l'acquisition d'un magnétophone 8 pistes et a créé son propre label, pSychosPecificMusic. Freel et Kirkpatrick travaillent à la réalisation d'un album, Tim Adams ne participant qu'à un seul morceau. En avril 1990, sort leur premier disque, Swell. Il s'inspire de groupes post-punk des années 1980, de Pink Floyd, de folk, de la noise pop et des bandes son d'Ennio Morricone.
Durant l'été 1990, Freel et le bassiste Mark Signorelli rejoignent Kirkpatrick qui travaille au pays basque espagnol. Ils jouent dans les rues en Espagne et traversent l'Europe jusqu'au Pays-Bas. De retour aux États-Unis, Signorelli part s'installer à New-York, tandis que le groupe est appelé pour assurer la première partie de Mazzy Star à San Francisco. À cette occasion, il recrute deux connaissances de  Kirkpatrick, Monte Vallier à la basse et John Dettman à la guitare. Swell entame ensuite une tournée en Californie, puis en France et en Belgique, les retours du public et de la presse spécialisée sont alors très positifs.
En 1991, le groupe retourne au 41 Turk Street, un entrepôt dans un quartier mal famé de San Francisco où Freel vit et enregistre sa musique. Il en ressort l'album ...Well?, sorti en février 1992 sur le label pSychoSpecificMusic. Le disque est imprégné d'une atmosphère envoûtante, mêlant énergie électrique, chant apaisé et bruits de la vie quotidienne. Tandis que Dettman quitte le groupe, Freel, Kirkpatrick, et Vallier reçoivent une offre du label Def American pour publier ...Well?.
Après avoir recruté le guitariste Tom Hays, Swell tourne intensément en Europe et aux États-Unis. En 1993, en pleine vague grunge, le groupe signe un contrat avec American Recordings, le label dirigé par Rick Rubin, tout en conservant le contrôle complet sur la réalisation de son prochain disque. L'album, intitulé 41 en référence à l'adresse du studio du 41 Turk Street dont l'ambiance sonore imprègne les morceaux, sort en novembre 1993. Il connaît un succès critique mais non commercial, tandis qu'il est diffusé en Europe grâce au label Beggars Banquet. La même année, Niko Wenner (Oxbow, Jellyfish) remplace Hays et tourne avec le groupe à la guitare, aux chœurs et claviers jusqu'en 2003.
En 1994, le groupe quitte San Francisco et installe son studio à Los Angeles, dans une ancienne usine textile, où commence l'enregistrement d'un nouvel album. Franck Black rencontre les musiciens et leur donne quelques conseils. Le processus est long, le groupe retourne à San Francisco, puis finit à New York chez le producteur Kurt Ralske, entre temps, Sean Kirkpatrick abandonne la formation. Alors que les sessions sont terminées, le label de Rick Rubin qui connaît des difficultés financières décide de se séparer du groupe mais garde les bandes enregistrées. En 1995, Don't Give Up extrait de 41 est utilisé dans le film Showgirls de Paul Verhoeven en 1995.
En 1997, le label Beggars Banquet, après une année de négociations avec Def American (en), parvient à faire sortir Too Many Days Without Thinking. L’album est salué par la critique mais le retard de sa sortie a freiné la reconnaissance du groupe auprès d'un plus large public.
En 1998, le groupe s'adjoint Rob Ellis (PJ Harvey, Laika, Spleen) à la batterie pour enregistrer For All the Beautiful People en quelques mois cette fois-ci. L'album baigne dans une atmosphère psychédélique plus sombre que celle des précédents, Freel parle à ce propos d'« humeur stoned ».
Monte Vallier quitte à son tour le groupe en 1999. Freel entreprend seul la réalisation d'un nouvel album, il publie le EP Feed afin d'obtenir des fonds et Everybody Wants to Know sort au printemps 2001.
Entre janvier 2002 et avril 2003, Freel retrouve Kirkpatrick pour enregistrer Whenever You're Ready, un album d'inspiration plus folk et paisible que les précédents. En 2004, le groupe tourne aux États-Unis et en Europe avec Mat Mathews à la batterie, Greg Baldzikowski aux claviers et guitares, Doran Bastin à la basse et David Freel au chant et à la guitare acoustique.
Après trois années de silence, David Freel commence à enregistrer de nouveaux morceaux au printemps 2007 avec Nick Lucero, collaborateur de Queen of the Stone Age, à la batterie. Swell signe un contrat avec le label français Talitres qui distribue en 2008 South of the Rain and the Snow, ainsi que The Lost Album, un ensemble de neuf morceaux enregistrés à l'époque de Too Many Days Without Thinking. David Freel, accompagné de Ron Burns à la batterie et de Brian Mumford à la guitare, tourne en Europe en octobre et novembre 2008 sous le nom de (Swell).
Il n'y a plus eu par la suite d'albums de Swell. David Freel a publié, sous le nom de Wendell Davis, All We Destroy, Destroyed as much (2009), puis Wendel Davis (2010), et, sous le nom de Be My Weapon, March/2009, en 2009, puis Greasy, en 2014.
David Freel s'est installé en Oregon où il a continué à écrire de la musique et produire des vinyles à la demande, il est mort le 12 avril 2022.

### Tournée d'hommage 2023
Les membres du groupe (Sean Kirkpatrick, Monte Vallier, Niko Wenner and John Dettman-Lytl) se sont réunis pour une tournée d'hommage à David à travers l'Europe en avril 2023. Ils joueront leurs titres favoris des 4 premiers albums.

## Discographie
- 1990 : Swell (pSychosPecific)
- 1991 : ...Well ? (pSycho-sPecific / Def American (en))
- 1994 : 41 (American recordings / Beggars Banquet)
- 1997 : Too Many Days Without Thinking (Beggars Banquet)
- 1998 : For All the Beautiful People (Beggars Banquet)
- 2000 : Feed (Beggars Banquet)
- 2001 : Everybody Wants to Know (Beggars Banquet)
- 2003 : Whenever You're Ready (Beggars Banquet / Badman Recording)
- 2003 : Bastards and Rarities 1989-1994 (Badman Recordings)
- 2007 : South of the Rain and Snow (pSychosPecific / Talitres)
- 2007 : The Lost Album (pSychosPecific / Talitres)
- 2009 : Be My Weapon (pSychosPecific)
- 2014 : Greasy !! (pSychosPecific)